# Glenn Carano
Glenn Thomas Carano (San Pedro, 18 novembre 1955) è un ex giocatore di football americano statunitense che ha giocato nel ruolo di quarterback nella National Football League (NFL) e nella United States Football League (USFL). Al college giocò a football alla University of Nevada, Las Vegas.
È il padre di Gina Carano, ex lottatrice di MMA e attrice.

## Carriera professionistica

### Dallas Cowboys
Carano fu scelto dai Dallas Cowboys nel corso del secondo giro del Draft NFL 1977. Nel corso della sua carriera fu la riserva dell'hall of famer Roger Staubach e poi del Pro Bowler Danny White. È ricordato per aver sostituito l'infortunato White nella gara del Giorno del ringraziamento del 1981 contro i Chicago Bears portando i Cowboys alla vittoria in rimonta per 10-9. La settimana successiva disputò la sua unica gara come titolare nei Cowboys, completando 7 passaggi su 18 per 51 yard nella vittoria per 37-17 sui Baltimore Colts.

### Pittsburgh Maulers (USFL)
Nel 1984 Carano firmò coi Pittsburgh Maulers della United States Football League, dove completò il 53,7% dei suoi passaggi per 2.368 yard, 13 touchdown e 19 intercetti subiti. L'anno successivo Edward J. DeBartolo Sr. dismise la squadra dopo che la USFL annunciò che avrebbe iniziato a giocare in autunno nel 1986.

## Palmarès
- Super Bowl : 1

Dallas Cowboys: Super Bowl XII
- National Football Conference Championship: 2

Dallas Cowboys: 1977, 1978

## Statistiche
NFL
| Partite       | 36   |
| Yard passate  | 304  |
| Touchdown     | 3    |
| Intercetti    | 1    |
| Passer rating | 65,2 |